# Nebo (Carolina del Norte)
Nebo es un lugar designado por el censo ubicado en el condado de McDowell en el estado estadounidense de Carolina del Norte. En el Censo de 2020 tenía una población de 1790  habitantes y una densidad poblacional de 130,47 habitantes por km². Fue incluido como CDP en el censo de 2020.

## Geografía
Nebo se encuentra ubicado en las coordenadas 35°42′54″N 81°55′52″O / 35.71500, -81.93111. Según la Oficina del Censo de los Estados Unidos,  tiene una superficie total de 13,72 km², todos correspondientes a tierra firme.